# Venestad
Venestad är en före detta småort i Träne socken i Kristianstads kommun i Skåne län.

## Historia
Venestad var under medeltiden Gärds härads största by. En av orsakerna till detta är att byn då hade kontakt med Helge å, men området har med tiden blivit åker och betesmark på grund av naturliga förändringar i landskapet. I mitten av 1900-talet dikades dessa marker ut, men man kan än i dag, särskilt när det är tider med mycket regn, skönja var denna mindre å har runnit och sammanslutit sig med Helge å.
Under tiden danskarna och svenskarna härjade som mest beslöt man sig för att gräva ned byaklockan i mossmarkerna kring byn. Denna återfanns långt senare och står nu restaurerad mitt i den gamla bykärnan. En klocka som än i dag används, om än kanske i andra syften än att sammankalla folk för byamöte eller för att släcka husbränder.

### Befolkningsutveckling
| Befolkningsutvecklingen i Venestad 1990–2005 | Befolkningsutvecklingen i Venestad 1990–2005 | Befolkningsutvecklingen i Venestad 1990–2005 | Befolkningsutvecklingen i Venestad 1990–2005 | Befolkningsutvecklingen i Venestad 1990–2005 |
| -------------------------------------------- | -------------------------------------------- | -------------------------------------------- | -------------------------------------------- | -------------------------------------------- |
|                                              |                                              |                                              |                                              |                                              |
| År                                           |                                              |                                              | Folkmängd                                    | Areal (ha)                                   |
| 1990                                         | 1990                                         |                                              | 59                                           | 12                                           |
| 1995                                         | 1995                                         |                                              | 60                                           | 14                                           |
| 2000                                         | 2000                                         |                                              | 56                                           | 14                                           |
| 2005                                         | 2005                                         |                                              | 60                                           | 15                                           |
| 2010                                         | 2010                                         |                                              | 58                                           | 15                                           |
| Anm.: Upphörde som småort 2015.              |                                              |                                              |                                              |                                              |